# Ambohimanga
Ambohimanga is een voormalige hoofdstad van de Merinakoningen in Madagaskar en een van de twaalf heilige heuvels die rondom Antananarivo, de huidige hoofdstad van Madagaskar, liggen. Op de heuvel ligt een ommuurde koninklijke stad (rova) met een paleis, een koninklijke begraafplaats en een geheel van heilige plaatsen. Sinds 2001 staat de heuvel op de Werelderfgoedlijst van de Unesco ingeschreven als cultureel patrimonium als de "Koninklijke heuvel van Abohimanga".

## Ligging
Abohimanga ligt in de gemeente Ambohimanga Rova, in de regio Analamanga in het centrum van het land, op zo'n 15 km van de hoofdstad Antananarivo, in het district Antananarivo-Avaradrano.

## Geschiedenis

### De rova
Politiek gezien is Madagaskar gegroeid als een gefragmenteerd landschap gebaseerd op lokale heersers. Dit betekende dat heuvels, die een strategische waarde hebben, belangrijk waren vanuit een defensief oogpunt. Op deze heuvels werden vaak rova's gebouwd. Dit zijn versterkte koninklijke steden. Op de top werd een deel van het bos behouden om praktische en spirituele redenen, maar de rest van de heuvel en de lagergelegen omringende gebieden werden ontbost om de stad economisch te kunnen ondersteunen door middel van landbouw. Vaak werd op de lagere hellingen ook aan terrascultuur gedaan. Dit soort culturele landschappen verschenen in Madagaskar vanaf de 15e-16e eeuw.

### Ambohimanga, een koninklijke plaats
Ambohimanga is een voorbeeld van een dergelijke rova en dateert op zijn minst van de 15e eeuw. Archeologen hebben de oorsprong van de site kunnen terugvoeren naar de regeerperiode van koning Andriamborona aan het begin van de 15e eeuw. Tegen de 18e eeuw – en in het bijzonder dankzij de regeerperiode van koning Andriantsimitoviaminandriana (1740-45) – was Ambohimanga uitgegroeid tot een hoofdstad met verdedigingswerken en zeven stadspoorten. Hieraan werden in 1787 nog meer verdedigingswerken en nog eens zeven poorten toegevoegd. 
In 1794, onder koning Andrianampoinimerina, werd het koninklijk paleis werd overgebracht naar Antananarivo, dat de politieke hoofdstad werd. Ambohimanga bleef de religieuze hoofdstad en de koninklijke begraafplaats. De bestaande buitenmuur van Ambohimanga is gebouwd door koningin Ranavalona I (1828-61), met nieuwe stadspoorten in het noorden en zuidwesten.
In maart 1897 bracht de Franse koloniale overheid de lichamen van de overleden koningen over naar Antananarivo. Zij wilde de heiligheid van de plaats en het nationaal belang ervan tenietdoen, maar slaagde hierin niet. De koninklijke graven werden vernietigd en militaire gebouwen werden opgericht binnen de vroegere koninklijke stad. Deze gebouwen waren echter tegen 1904 weer allemaal verwijderd. De stad bleef een belangrijke plaats van religieuze betekenis, meer bepaald als pelgrimsoord. In 2008 zijn de graven herbouwd in de oude stijl en zijn de koninklijke overblijfselen teruggezet.

## Beschrijving
De koninklijke heuvel van Ambohimanga, waarvan de top op 1468 m ligt, staat symbool voor de culturele identiteit van het Malagassische volk en is daarom een pelgrimsoord geworden. Bovendien heeft de site ook een architectonische waarde door de koninklijke gebouwen op de heuvel en een ecologische waarde omdat het woud dat bewaard is gebleven op de heuvel de inheemse plantensoorten van de oorspronkelijke begroeiing toont.
De rova, de versterkte koninklijke stad, is ontstaan in de 15e eeuw en heeft zich verder ontwikkeld in de 17e en 18e eeuw. De versterkingen rond de stad bestaan uit een geheel van wallen, greppels en veertien stenen toegangspoorten ("vavahady"), die onder streng toezicht stonden. De zeven buitenste poorten werden gebouwd in 1787 onder Andrianampoinimerina; de binnenste zijn ouder en dateren van de vroege 18e eeuw. De deuren waren dik en wogen tot 12 ton. Zij waren echte statussymbolen. De poorten hadden ook elk hun eigen functie: de westpoort van de heuvel bijvoorbeeld was de koninklijke poort en verboden voor rouwstoeten. Vanaf de poorten leiden er wandelpaadjes naar de rova.
De rova zelf bestaat uit verschillende gebouwen en plaatsen die bestemd zijn voor openbare functies:
- De openbare plaats ("Fidasiana") ligt in het westen en aan de voet van[4] de koninklijke omheinde ruimte en is een plaats waar de koning en zijn onderdanen elkaar ontmoeten in de schaduw van de vijgenbomen. Hier bevinden zich ook de heilige steen, de plaats waar de koning toespraken hield, en de offersteen.
- Het koninklijke domein wordt omheind door een dikke muur met een palissade erop. De muur is gemaakt van brokken steen, mortel op basis van kalk, fijn zand en eiwit. De muur heeft twee toegangspoorten: in het noorden en in het westen. Op de westelijke poort staat een uitzichttoren die enkel voor de koninklijke familie was en vanwaar de vorst kon neerkijken op de openbare plaats. De toren dateert, net zoals de omheining, van de jaren 1830.

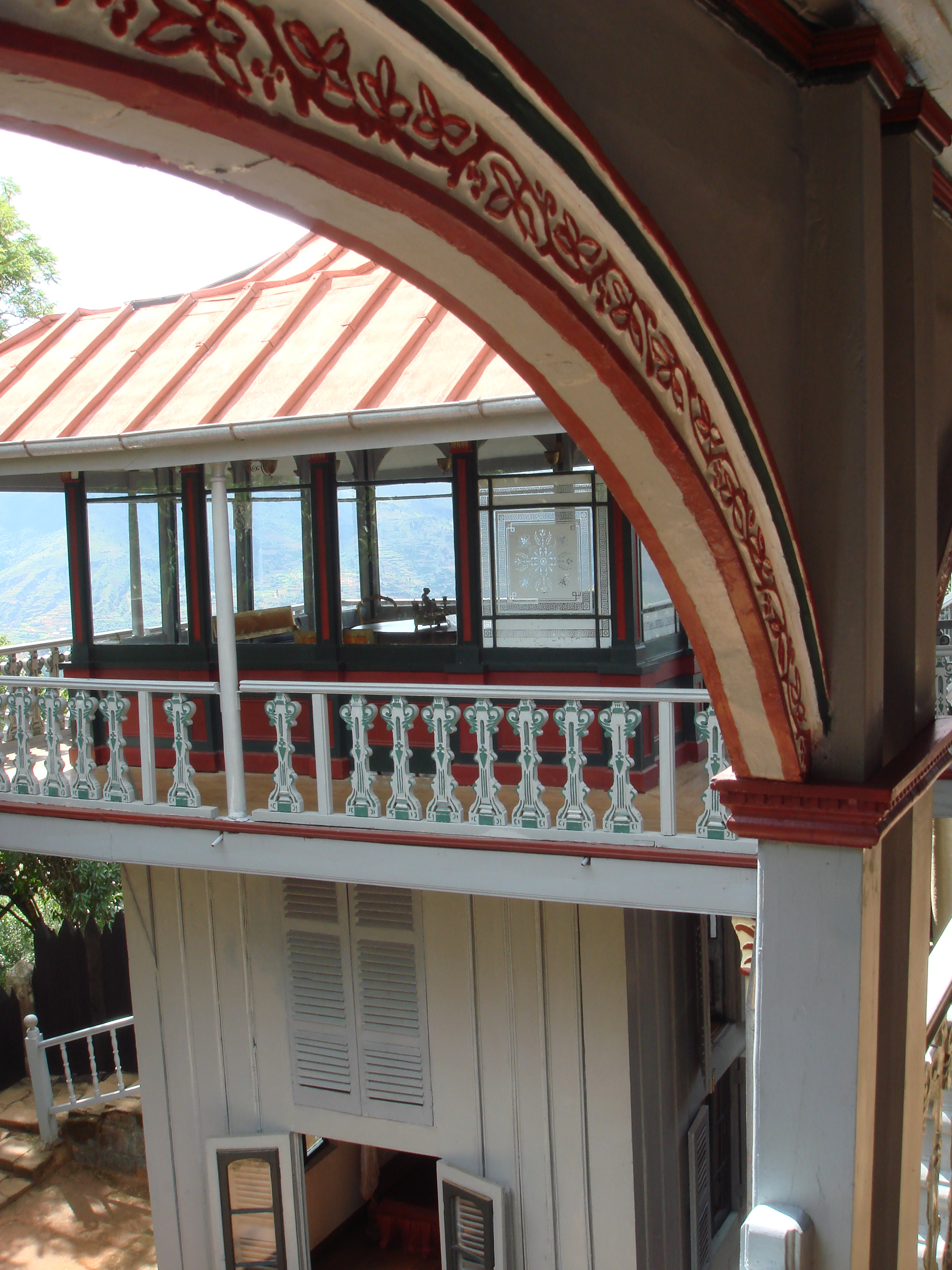
Het "Trano fitaratra"

- In het koninklijk domein liggen drie paleizen (Lapa):
  - Het paleis van koning Andrianampoinimerina, Mahandrihono genaamd: een houten bouwwerk met een enkele kamer van ongeveer 50 m² dat dateert van 1790. Het is typisch voor de Madagassische gebouwen uit de streek.
  - Het paleis van koningin Ranavalona II, Fandriampahalemana genaamd. Het houten bouwwerk dateert van 1871, is moderner en is geïnspireerd op Engelse gebouwen. Het heeft meerdere kamers, ramen en een balkon.
  - Ten derde, een kleiner houten paviljoen van rond 1871, Trano fitaratra genaamd, met een etage waarvan de wanden volledig uit glas bestaan. Hier werden de regeringsraden gehouden.
- Twee heilige waterbassins in de rotsen uitgehouwen die met water van het Amparihymeer waren gevuld door jonge maagden en die een belangrijke rol speelden bij het zogenaamde jaarlijkse koninklijke Bin-feest.
- Het Tranomanara, een houten lijkenhuis, waar de dode lichamen van leden van het koningshuis rustten op weg naar de koninklijke graven.
- De koninklijke begraafplaats is een heilige plaats omgeven door een houten hek, geverfd in rood en wit (de heilige kleuren van de Merina-dynastie). Zij ligt in het oosten van het omheinde koninklijke domein. Boven de graven werden kleine houten huisjes gebouwd, Tranamara genaamd. De lichamen van de koningen werden in 1897 door de Franse koloniale autoriteiten overgebracht naar Antanananrivo met de bedoeling de heiligheid van de graven en de hele site te verbreken.
- De stoel van gerechtigheid (Ambatorangotina) is een groot granieten blok omheind door een bakstenen balustrade en ligt in de schaduw van een koninklijke vijgenboom met stenen treden om de stam. Het was hier dat Andrianampoinimerina tot koning is gekroond en dat hij recht sprak.

De rova omvat ook enkele belangrijke natuurlijke elementen:
- De koninklijke bomen, die behoren tot de geslachten Ficus en Dracaena en die naar het schijnt voorbehouden waren aan koninklijke steden sinds 1540.[2] Zij worden Hazon'Adriana genoemd, wat "bomen van de prinsen" betekent.
- De heilige bron, waarvan het water als zuiverend wordt beschouwd.
- Het heilige meer van Amparihy ligt aan de noordzijde van de heuvel en is een kunstmatig meer dat enkel bestemd was voor ritueel en koninklijk gebruik, zoals het jaarlijkse koninklijke bad en de besnijdenis van de prins. Het bad heeft een ceremonieel karakter, waarbij de koning alle zonden van zijn koninkrijk op zich neemt om die vervolgens ritueel van zich af te wassen en zo zichzelf en zijn volk te reinigen.
- De heilige bossen, waarin inheemse planten voorkomen die zeldzaam zijn geworden, zijn een overblijfsel van de oorspronkelijke wouden die op de heuvels stonden. Het woud is trouwens een van de weinige heuvelbossen die nog bestaan. De bossen zijn bewaard gebleven omdat ze binnen de omheining van de koninklijke stad stonden en als persoonlijk eigendom van de koning werden beschouwd. Ze dienden ook om de rova te beschutten. Men probeert om uitheemse soorten, geïntroduceerd sinds het einde van de 19e eeuw, uit te roeien.

De landbouwterrassen, die aangelegd zijn op de noordelijke en zuidelijke flank van de heuvel tijdens de 17e en 18e eeuw, maken ook deel uit van de site. Zij tonen hoe de koninklijke macht zich ook uitbreidt in de economie. De hoger gelegen terrassen zijn droog, de laaggelegen terrassen zijn rijstvelden.
Verder bestaan er nog verschillende andere heilige plaatsen, zowel natuurlijke als kunstmatige, binnen en buiten het koninklijk gebied.

## Werelderfgoed
Sinds 2001 staat de heuvel op de Werelderfgoedlijst van de Unesco. Hiervoor werden de volgende criteria in beschouwing genomen:
1. Criterium iii: De koninklijke heuvel van Ambohimanga is het meest significante symbool van de culturele identiteit van het Madagassische volk.
2. Criterium iv: Het traditionele ontwerp en grondplan en de traditionele materialen van de koninklijke heuvel van Ambohimanga zijn typisch voor de sociale en politieke structuur van de Malagassische maatschappij sinds de 16e eeuw op zijn minst.
3. Criterium vi: De koninklijke heuvel van Ambohimanga is een uitzonderlijk voorbeeld van een plaats waar gedurende eeuwen het samenleven van mensen zich heeft geuit in nagedachtenis, ritueel en gebed.

De heuvel van Ambohimanga kan vergeleken worden met de graven van de Bagandakoningen van het koninkrijk Boeganda die in Oeganda liggen en net zoals de heuvel in 2001 aan de Werelderfgoedlijst zijn toegevoegd. Deze graven zijn eveneens gelegen op heuvels en een plaats waar koningen hun residentie hadden alsmede begraven werden. Daardoor zijn deze graven ook uitgegroeid tot een heilige plaats.
Het nominatiedocument uit 2001 vermeldt ook dat de site de Austronesische en de Afrikaanse culturen verenigt. De Austronesische cultuur uit zich in de vooroudercultus en de geïrrigeerde terrascultuur van rijst. De Afrikaanse cultuur komt tot uiting in de persoonsverering van de koning.
Koninklijke heuvel van Ambohimanga · Regenwouden van de Atsinanana · Natuurreservaat Tsingy de Bemaraha